# Marc Schnatterer
Marc Schnatterer, né le 18 novembre 1985 à Heilbronn en Allemagne, est un footballeur allemand. Il évolue au Waldhof Mannheim au poste de milieu offensif.

## Biographie
Il inscrit 16 buts en troisième division allemande lors de la saison 2012-2013, ce qui constitue sa meilleure performance à ce niveau.
Il marque ensuite 11 buts en deuxième division lors des saisons 2014-2015 puis 2016-2017.

## Palmarès
- Champion d'Allemagne de D3 en 2014 avec le FC Heidenheim